# 民主社会会議
民主社会会議（みんしゅしゃかいかいぎ）は、ニジェールの中道政党である。

## 党名
- フランス語でConvention démocratique et socialeで、CDSと略す。また、党名の後ろにRahamaと付記する場合もある。
- 英語ではDemocratic and Social Conventionと表記する。

## 概要
軍人出身の大統領であるアリー・セブ政権下の1991年1月、軍人勢力およびその与党社会発展国民運動(MNSD)に対抗するため、マハマヌ・ウスマンによって設立された政党。1993年の大統領選でウスマンが勝利し、結党わずか2年で与党となった。だが1996年1月、イブライム・バレ・マイナサラ陸軍参謀長率いるクーデターでウスマン政権は崩壊した。
1999年以来、MNSDと連立関係を組み、MNSD党員を首相とする内閣に閣僚を送り出しているほか、ウスマン自身は国民議会議長を務めている。2004年11月の議会選では、113議席中22議席を獲得したが、同時に行なわれた大統領選(2004年ニジェール大統領選挙)では、CDS候補のウスマンは得票率17.4%で第3位に終わった。